# O Wildnis!
O Wildnis! (Originaltitel Ah, Wilderness!) gilt als bekannteste Komödie des späteren Literaturnobelpreisträgers Eugene O’Neill. Seine Weltpremiere hatte das Stück am 2. Oktober 1933 am New Yorker Broadway, unter anderem mit George M. Cohan als Mr. Miller, Elisha Cook als Sohn Richard und Gene Lockhart als Onkel Sid. O’Neill war ansonsten vor allem für seine düsteren Dramen und destruktiven Zeichnungen von Familien bekannt, etwa in seinem berühmten Drama Trauer muss Elektra tragen, das er direkt vor Ah, Wilderness! geschrieben hatte. In diesem Stück überwiegen trotz kritischer und trauriger Untertöne insgesamt die positiven Aspekte des Familienlebens.
Im Mittelpunkt steht die Familie Miller, die im Neuengland des Jahres 1906 lebt und den Fourth of July feiert. Richard, der belesene und idealistische Sohn der Familie, begehrt gegen die Lebensvorstellungen in der Kleinstadt auf. Nachdem sich seine Freundin Muriel zeitweise von ihm trennt, geht er in eine zwielichtige Kneipe und hat dort eine Begegnung mit einem leichten Mädchen. Schließlich kann er sich allerdings mit seiner Freundin versöhnen und auch sein Vater gibt ihm wertvolle Ratschläge. Wie in vielen Dramen O’Neills spielt aber auch die Alkoholsucht eine Rolle, so bei Richards Kneipenbesuch und in der Figur des alternden Onkel Sid. Dieser findet wegen seiner Alkoholsucht kein eigenständiges Einkommen und kann daher die schon seit langem von ihm geliebte Tante Lily nicht heiraten.
Die titelgebende Zeile Ah, Wilderness! entspringt dem von Edward FitzGerald übersetzten Rubaiyat von Omar Chayyām, einem der Lieblingswerke von Richard. In diesem heißt es:
A Book of Verses underneath the Bough,

A Jug of Wine, a Loaf of Bread—and Thou

Beside me singing in the Wilderness—

Oh, Wilderness were Paradise enow!

## Adaptionen
Ah, Wilderness! ist bis heute ein vielgespieltes Stück in Dorf- und Regionaltheatern der USA, wurde aber auch schon mehrfach für den Film adaptiert.
- 1935 produzierte Metro-Goldwyn-Mayer unter Regie von Clarence Brown die Verfilmung Ah, Wilderness!. Der Film hielt sich relativ nah an seiner Vorlage und war erfolgreich. Es spielten unter anderem Eric Linden als Richard, Lionel Barrymore und Spring Byington als Mr. und Mrs. Miller sowie Wallace Beery und Aline MacMahon als Onkel Sid und Tante Lily.
- 1948 fertigte Metro-Goldwyn-Mayer selbst eine Neuverfilmung unter Rouben Mamoulians Regie an, diesmal in Farbe und mit Musicalnummern. Die Hauptrolle des Richard spielte Mickey Rooney, der in der Erstverfilmung den schalkhaften jüngsten Sohn der Millers gespielt hatte. In weiteren Rollen waren Gloria DeHaven als Muriel, Walter Huston und Selena Royle als Mr. und Mrs. Miller sowie Frank Morgan und Agnes Moorehead als Onkel Sid und Tante Lily zu sehen. Der Film war allerdings ein Flop, der der Nachkriegskarriere von Rooney einen Dämpfer versetzte.[3]
- 1959 drehte Robert Mulligan eine Fernsehverfilmung, an der unter anderem Helen Hayes, Burgess Meredith und Lee Kinsolving mitwirkten.[4]
- Ebenfalls 1959 entstand in der BRD ein Fernsehfilm unter Leitung von Harald Braun mit Dieter Borsche, Carola Höhn, Günther Lüders und Carla Hagen.[5]
- 1959 kam auch eine Musicalversion des Stückes namens Take Me Along an den Broadway, mit Musik von Bob Merrill und einer literarischen Bearbeitung durch Joseph Stein und Robert Russell. In der Uraufführung spielten Jackie Gleason als betrunkener Onkel Sid, Walter Pidgeon als Vater Miller und Robert Morse als Richard Miller. Gleason wurde für seine Darstellung mit dem Tony Award als Bester Hauptdarsteller in einem Musical ausgezeichnet.

## Deutsche Ausgabe
- O Wildnis! Eine Komödie der Erinnerung in 3 Akten. Fischer-Verlag, 1991. ISBN 978-3-596-10471-0.